# Chiesa di Santa Vittoria di Su Sassu
La chiesa di Santa Vittoria di Su Sassu, così intitolata nella targa d'indulgenza del 1836 a nome del vescovo 
Michele Pes, è una chiesa campestre situata in territorio di Perfugas ma ecclesiasticamente appartenente alla parrocchia del Cuore Immacolato di Maria del vicino comune di Erula, sempre nella diocesi di Tempio-Ampurias.
Ubicata nell'altopiano di su Sassu in un luogo presumibilmente frequentato in passato dai benedettini, venne eretta all'inizio del XII secolo e consacrata il 3 aprile 1120. L'edificio venne ripreso nel XIII secolo con lavori di ampliamento dell'aula - allungata verso occidente - e di completamento della facciata; il 3 aprile 1329 venne infine riconsacrata. Ciò è attestato in due importanti pergamene di dedicatio dell'epoca fortuitamente conservatesi all'interno dell'edificio e oggi esposte nell'archivio parrocchiale della chiesa di Santa Maria degli Angeli di Perfugas. In particolare la prima delle due, contenente la dedicazione della chiesa da parte del vescovo di Ampurias Nicola I, costituisce l'attestazione più antica in scrittura carolina della Sardegna.

## Descrizione
La chiesa è realizzatasa in conci ben squadrati di trachite bruna di diverse gradazioni cromatiche con rari e isolati inserti bianchi di calcare. Presenta una facciata priva di decorazioni nella quale si apre il portale d'ingresso con centina a sesto acuto. In alto, in posizione centrale, spicca un robusto campanile a vela che anima la facciata. Ugualmente sobrio è l'interno che presenta un'aula mononavata con copertura a capriate lignee a doppio spiovente, terminante con abside semicircolare. L'illuminazione è garantita da tre monofore centinate a doppio strombo, due laterali e una nel catino absidale.

La chiesa custodisce al proprio interno un prezioso retablo ligneo del 1723 e una statua seicentesca rappresentante la martire santa Vittoria.
Di notevole importanza appare un'epigrafe, ascrivibile al XV secolo, inscritta su un concio posto lungo il paramento esterno dell'abside, che sembra rappresentare la prima attestazione scritta in lingua corsa in Sardegna a testimonianza in quell'epoca della presenza dei corsi nelle regioni storiche dell'Anglona e della Gallura. Il testo dell'epigrafe, « operaiu malu e fora l'erimita », è oggetto di ampio dibattito, anche se la spiegazione più comune è quella che vede un'imprecisata critica all'opera di amministrazione della chiesa e del suo custode (eremitanu in sardo).

## Galleria d'immagini

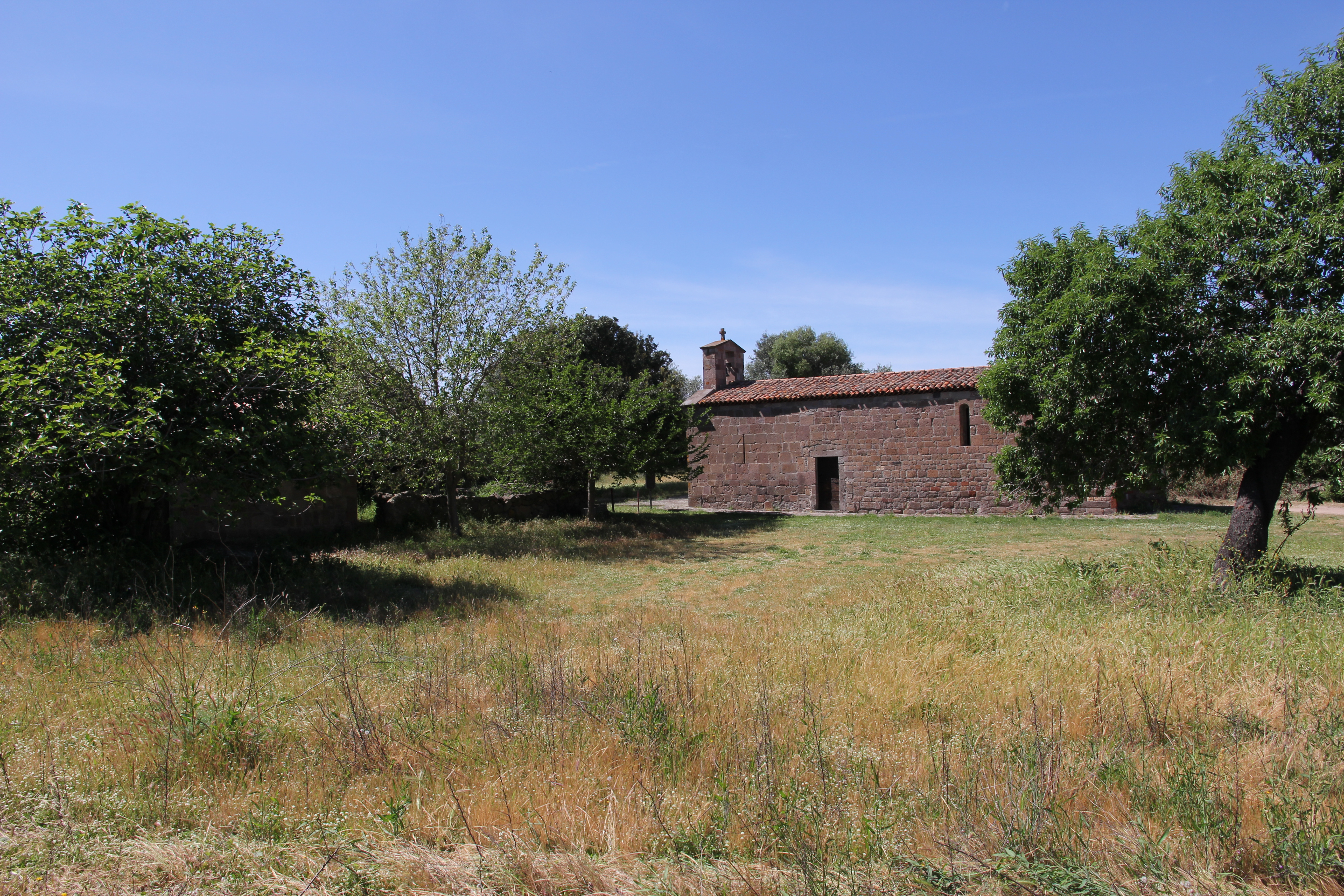
Vista laterale
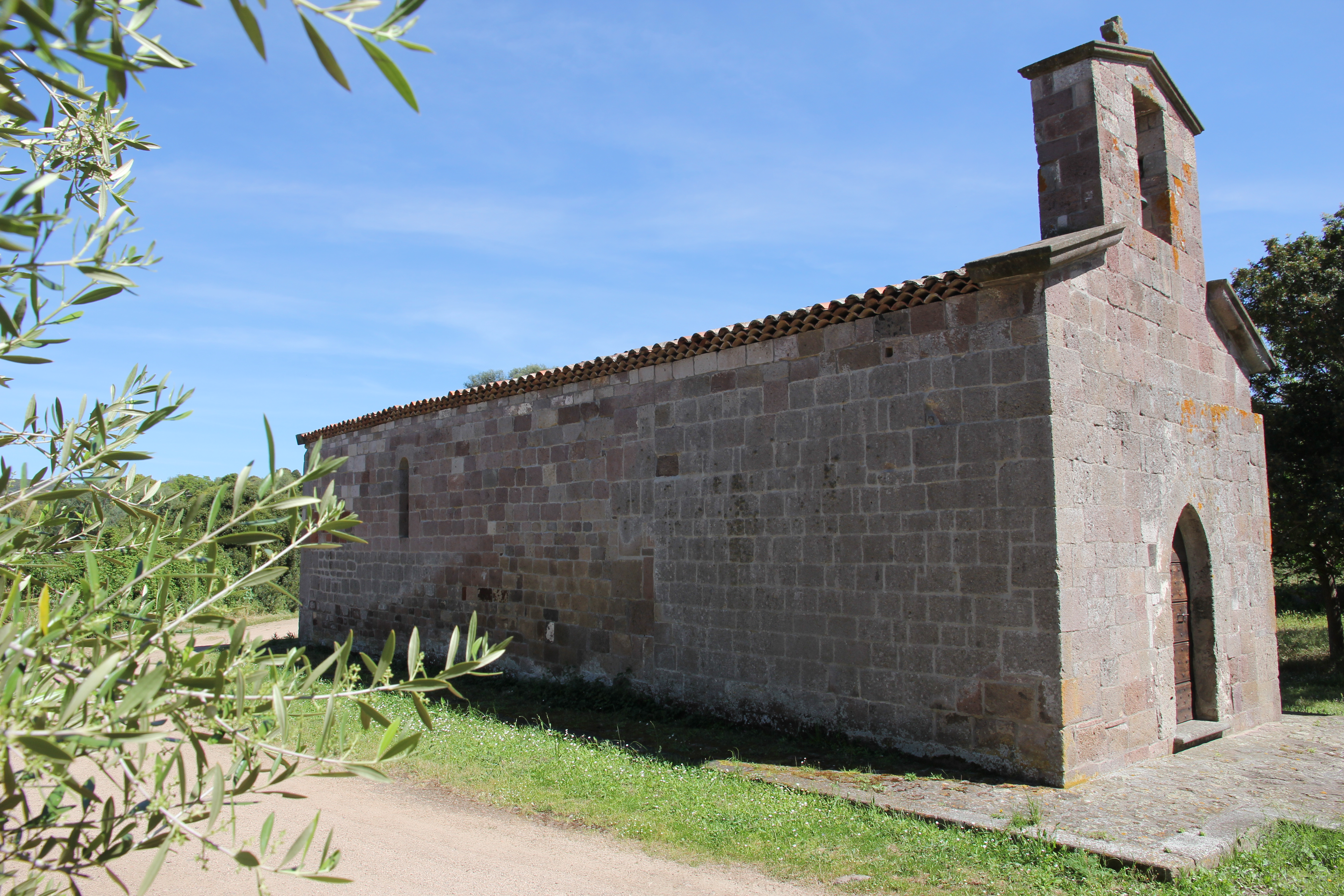
Vista laterale
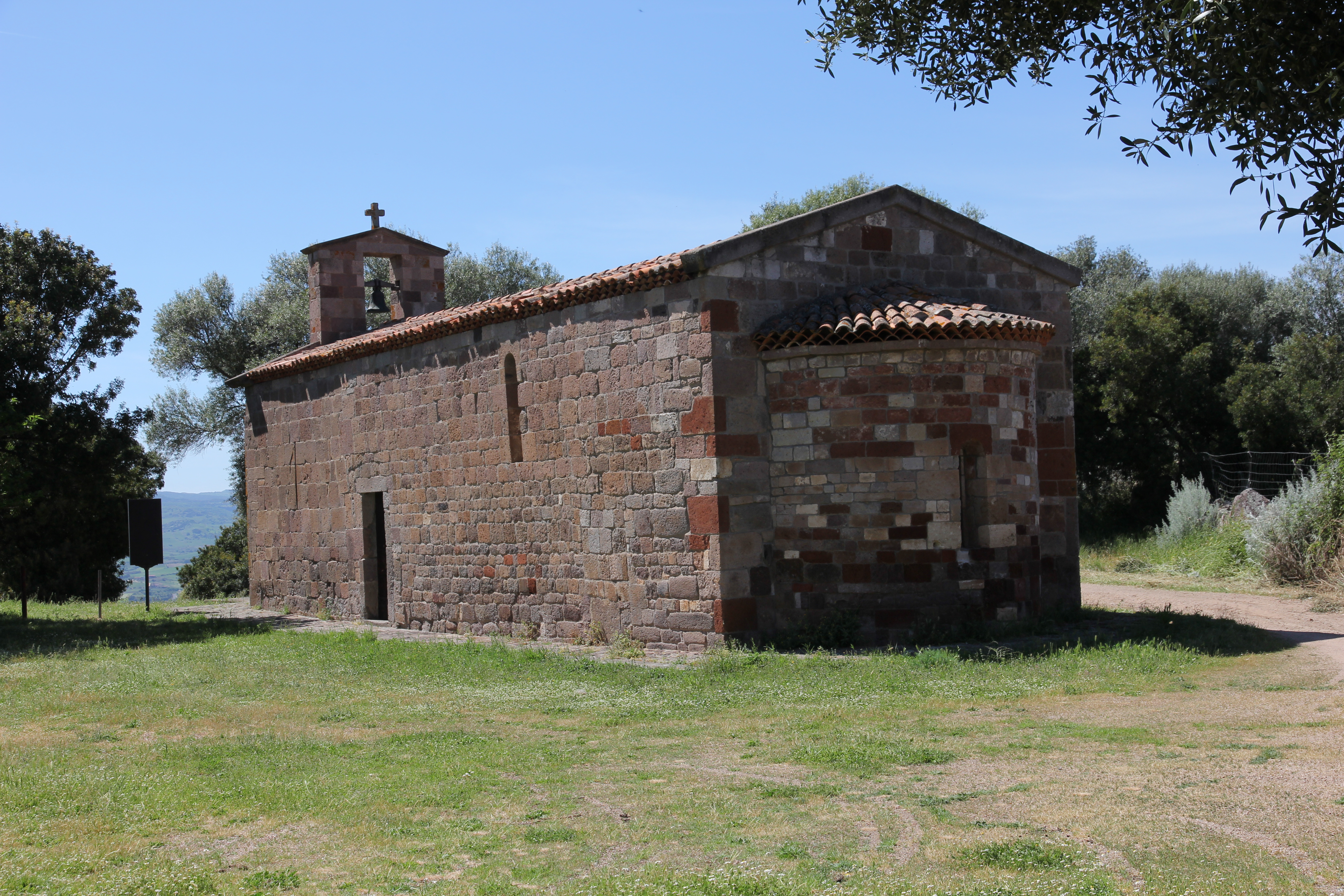
L'abside
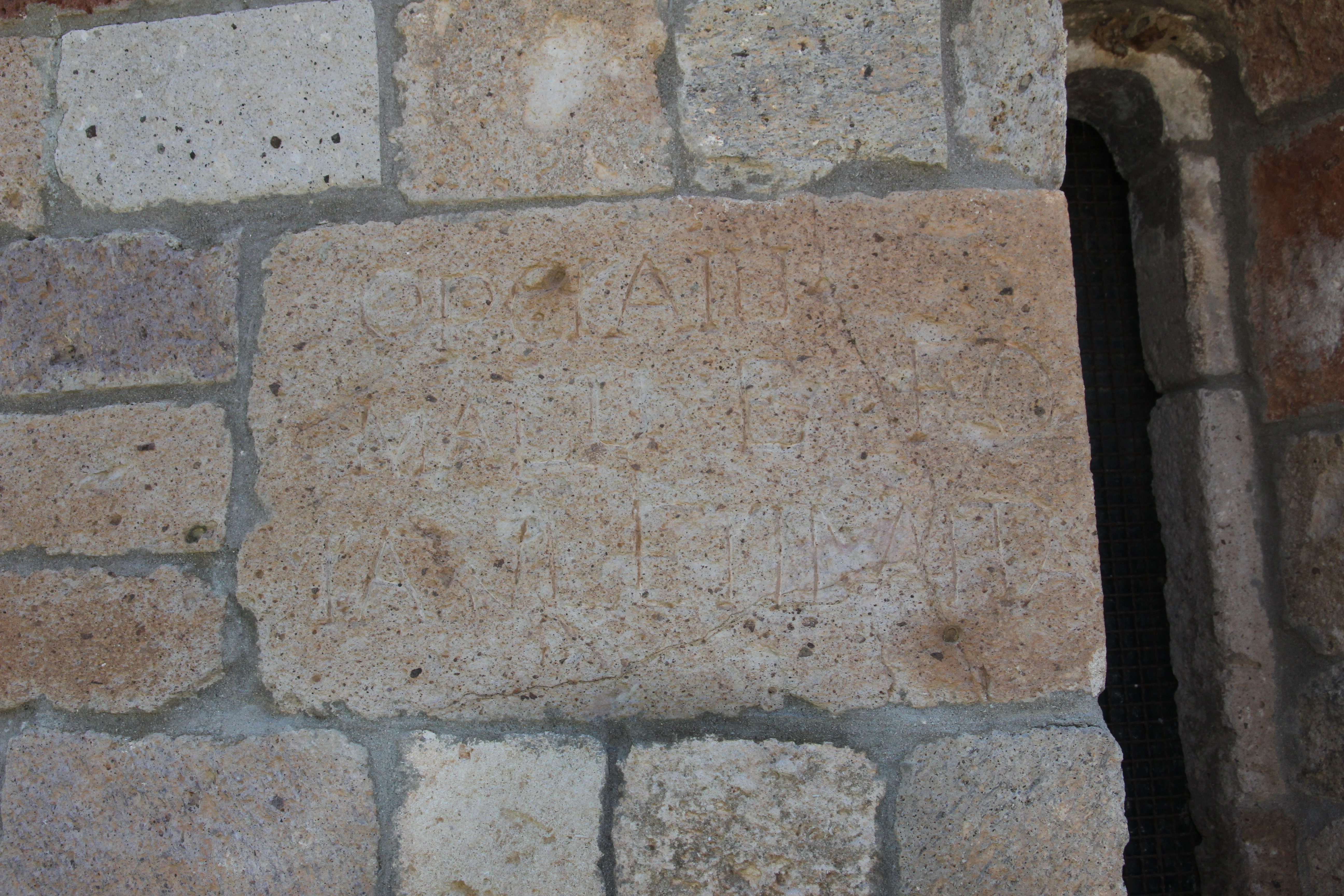
L'epigrafe